# سكرينة طويلة الدواسة
سكرينة طويلة الدواسة (الاسم العلمي:Saccharina longipedales) هي نوع من الطلائعيات تتبع جنس السكرينة من الفصيلة اللامينارية.